# Bataille de Beignon
Chouannerie
La bataille de Beignon se déroula lors de la chouannerie. À la fin du mois d'avril 1794, des Chouans venus pour la plupart du pays de Vitré effectuent une expédition jusque sur les limites du Morbihan. Le 3 mai, ils s'emparent du bourg de Beignon. Mais l'expédition menée par Puisaye est un échec, car contrairement à ses espérances, elle ne provoque aucune insurrection.

## Prélude
Le 14 juillet 1793, les Fédéralistes de Normandie et de Bretagne sont écrasés à la bataille de Brécourt, son commandant Joseph de Puisaye s'enfuit en Bretagne et trouve refuge à la forêt du Pertre, avec quelques officiers fédéralistes ou royalistes ; Frocard, de la Haichois, le colonel Roy, de la Massüe, Legge et son frère, prêtre. En octobre, pendant la Virée de Galerne, Puisaye tente d'entrer en relation avec les généraux vendéens mais arrive à Laval après le départ de l'armée. Il regagne la forêt du Pertre, mais en est expulsé au début de l'année 1794, par la grande battue opérée par les généraux Rossignol et Kléber. La Haichois et La Massüe sont tués par les Républicains et Puisaye trouve refuge dans le pays de Vitré.
Puisaye a pour ambition de prendre la tête des insurgés du nord de la Loire et de succéder au marquis de La Rouërie,, il entre en relation avec Bertin, de Saint-Malo ancien conjuré de l'Association bretonne, ce qui lui permet d'avoir des contacts avec l'Angleterre. Dans le pays de Vitré, il rencontre le chef chouan Louis Hubert et lui fait part de son projet d'expédition sur le Morbihan. Après avoir obtenu son soutien, Puisaye gagne les environs de Rennes où il s'assure là aussi l'appui de rescapés vendéens et de chefs chouans ; Dupérat, Henri Forestier, Chantereau, Cacqueray, Poncet, Bréchard et Jarry.

## L'expédition de Puisaye
Puisaye revient au pays de Vitré en avril, son projet est de se porter sur Morbihan et de rassembler les insurgés de ce département avec ceux d'Ille-et-Vilaine, il assure qu'il pourra ainsi rassembler une armée de plus de 20 000 hommes pour prendre Rennes. Forts de ces promesses Hubert et les autres chefs de Vitré ; La Poule, Blondiau, Mercier, Rossignol et Piquet à la tête de 700  à   800 hommes, dont plusieurs vétérans de la Virée de Galerne, armés de fusils de chasse, de fourches ou de bâtons se rassemblent à Saint-Didier et se mettent en marche le 25 avril pour le pays de Rennes. Puisaye tente également de rallier les Chouans de Fougères, dont le chef Aimé du Boisguy se présente à La Chapelle-Saint-Aubert avec 300 hommes, mais pour une raison inconnue, Puisaye n'est pas présent au rendez-vous. La population des communes situées aux Sud-Est de Rennes étant républicaines, les Chouans traversent rapidement ces territoires, ils gagnent la forêt de Rennes où ils reçoivent quelques renforts, mais deux colonnes républicaines les attaquent et ils se replient après une courte escarmouche, traversent la Vilaine à Cesson-Sévigné, s'emparent d'un convoi de farine et couchent le soir à Vern-sur-Seiche,,.
À Rennes, les Républicains sont informés de ce mouvement, 50 hussards sont envoyés sur Vern, mais ils tombent dans une embusade et se replient avec perte de deux morts. Cependant seuls les officiers vendéens avec une soixantaine d'hommes ont rejoint la troupe de Puisaye. Les Chouans de Vitré commencent à se méfier, car Puisaye leur avait dit disposer de 10 000 hommes au sud de Rennes, et menacent de faire demi-tour. Puisaye parvient cependant à les convaincre que la majorité de ses forces sont au Morbihan.
La marche reprend, mais les 50 cavaliers de l'adjudant-général Damas sont à leur poursuite. Le convoi est repris, mais les Bleus perdent la trace des Chouans qui franchissent à nouveau la Vilaine à Cicé. Des gardes nationaux de Rennes tentent de leur couper la route, mais Puisaye les contourne par Maure-de-Bretagne puis gagne la forêt de Paimpont. Le 3 mai il est à Beignon situé à la limite des deux départements.

## Le combat
Parti de Montfort, le colonel Doré rassemble plusieurs garnisons et forme une colonne de 1 200 hommes, dont 40 cavaliers parmi lesquels des gendarmes et douze prêtres constitutionnels mené par le curé Champion. Les Républicains arrivent en vue de Beignon, aux abords du bourg un cavalier en uniforme s'opproche d'eux ; « En avant, mes amis, les Royalistes, presque tous ivres morts, gisent dans les rues de Beignon, avançons rapidement et c'en est fait d'eux. » Mais il s'agit d'un piège, les Républicains attaquent sans se méfier et tombent sur les Chouans et les Vendéens en bon ordre dans le bourg. Ces derniers avancent sans tirer, cependant les cavaliers et le colonel trop avancés, prennent la fuite et jettent la confusion dans leurs rangs. Ce désordre fait paniquer les Républicains qui prennent la fuite avant même qu'un seul coup de fusil ne soit tiré. Poursuivis par les Chouans, les Républicains se divisent en deux groupes, le premier s'enfuit par la forêt de Paimpont et n'est pas inquiété, le second en revanche est rattrapé près de la petite rivière de l'Aff. Selon Pontbriand, 45 Républicains sont tués, parmi lesquels le curé Champion et le juge de paix Jan de la Hamelinais.
L'abbé Pierre-Paul Guillotin, prêtre réfractaire, laisse un témoignage dans ses mémoires : 

« Le samedi 3 mai 1794, un détachement d'environ 800 Vendéens armés, venant du côté de Guer et Guignen, est attaqué dans la lande de Beignon par une troupe de patriotes qui est mise en fuite et dont plusieurs sont tués ; entre'autres le curé constitutionnel de Montauban et le juge de paix dudit lieu.
Le lendemain matin, ce détachement paraît au Moulin à papier, et vers dix heures arrive aux Trois-Roches proche Trébran, où il s'arrête pour dîner. De là, instruit qu'il y a un dépôt de fusils dans la sacristie de Concoret, M. de Puisaye, le commandant, envoie un certain nombre d'hommes pour enlever ces armes, arrivés au bourgs, ils crient : Vive le roi, abattent deux chênes de la liberté, s'emparent de 52 fusils et des pistolets de M. Viallet et s'en retournent aux Trois-Roches.
Vers 3 heures après midi, ils partent en chantant les vêpres et allant vers Saint-Malon. Plusieurs habitants du pays les accompagnent jusqu'à la croix au Blanc. Cette troupe paie généreusement tout ce qu'elle prend, montre beaucoup de piété, n'insulte personne, n'attaque point la première et dit ne s'assembler ainsi que pour le rétablissement de la religion et de la royauté. Deux des leurs sont arrêtés par les habitants de la Ville-Danet qui les conduisent à Plélan pour être fusillés. M. Puisaye fait fusiller près St-Malon un nommé Pollet, qui refusa de dire : Vive le roi. »